# لوبیای درختی
لوبیای درختی، سسبان (نام علمی: Sesbania sesban) نام یک گونه از سرده لوبیای درختی است.